# Dodoma
Dodoma è la capitale della Tanzania e capoluogo della regione omonima. Con una superficie di 2.576 km² e una popolazione di 765.179 persone (dato del 2022) è la terza più grande città del paese.
Dodoma fu scelta come capitale della Tanzania nel 1974. La precedente capitale, Dar es Salaam, ospita ancora numerosi enti governativi.

## Geografia fisica
Dodoma si trova al centro della Tanzania, 486 km a ovest di Dar es Salaam e 441 km a sud di Arusha, sede dei quartieri generali della Comunità dell'Africa Orientale. Dei 2.699 km² della sua area complessiva, 625 sono urbanizzati.

## Società

### Evoluzione demografica
Dodoma conta oltre 300.000 abitanti, e circa 80.000 abitazioni. Secondo i dati del Vaticano, il 19% degli abitanti di Dodoma sono di fede cattolica romana.

## Storia
Dodoma venne fondata durante la dominazione coloniale tedesca, contemporaneamente alla costruzione della ferrovia centrale della Tanzania. Dopo la prima guerra mondiale, la Tanzania entrò a far parte dell'Impero britannico, e Dodoma diventò un importante centro amministrativo. La Tanzania ottenne l'indipendenza nel 1964, e nel 1974 fu deciso, con un referendum, che la capitale del paese fosse spostata da Dar es Salaam (capitale nel periodo coloniale britannico) a Dodoma. Questo trasferimento fu poi realizzato solo in parte; ufficialmente Dodoma è diventata capitale nel 1996. L'Assemblea Nazionale ha sede a Dodoma, ma moltissimi altri enti governativi sono rimasti a Dar es Salaam, che infatti viene talvolta indicata come la capitale de facto del paese

## Infrastrutture e trasporti
Dodoma è collegata da importanti vie automobilistiche a tutte le grandi città della Tanzania. Verso est si raggiunge Dar es Salaam attraverso la regione di Morogoro; verso ovest si giunge a Mwanza e Kigoma attraverso Tabora; la Grande Strada del Nord conduce ad Arusha. Da Dodoma passa la ferrovia centrale, che la collega ancora a Dar es Salaam. L'aeroporto può accogliere solo aerei di medie dimensioni, ed è in progetto un suo ampliamento.

## Clima
| Dodoma              | Mesi | Mesi | Mesi | Mesi | Mesi | Mesi | Mesi | Mesi | Mesi | Mesi | Mesi | Mesi | Stagioni | Stagioni | Stagioni | Stagioni | Anno |
| Dodoma              | Gen  | Feb  | Mar  | Apr  | Mag  | Giu  | Lug  | Ago  | Set  | Ott  | Nov  | Dic  | Inv      | Pri      | Est      | Aut      | Anno |
| ------------------- | ---- | ---- | ---- | ---- | ---- | ---- | ---- | ---- | ---- | ---- | ---- | ---- | -------- | -------- | -------- | -------- | ---- |
| T. max. media (°C)  | 29,3 | 29,4 | 29,2 | 28,8 | 28,1 | 27,3 | 26,6 | 27,4 | 29,2 | 30,6 | 31,7 | 30,6 | 29,8     | 28,7     | 27,1     | 30,5     | 29,0 |
| T. min. media (°C)  | 18   | 17,8 | 17,8 | 17,4 | 15,9 | 13,6 | 12,7 | 13,6 | 14,7 | 16,2 | 17,7 | 18,4 | 18,1     | 17,0     | 13,3     | 16,2     | 16,2 |
| Precipitazioni (mm) | 129  | 112  | 108  | 58   | 5    | 0    | 0    | 0    | 0    | 2    | 30   | 120  | 361      | 171      | 0        | 32       | 564  |

## Università
Attualmente Dodoma non ha una propria sede universitaria. Il progetto per la costruzione del primo ateneo di Dodoma ha ricevuto la sponsorizzazione di Microsoft e del principe Al-Walid bin Talal (Arabia Saudita).